# Jim Neal
James Ellerbe "Jim" Neal (Silverstreet, Carolina del Sur, 21 de mayo de 1930-Greer, Carolina del Sur, 3 de octubre de 2011) fue un jugador de baloncesto estadounidense que disputó 2 temporadas como profesional en la NBA. Con 2,11 metros de estatura, jugaba en la posición de pívot.

## Trayectoria deportiva

### Universidad
Jugó durante 4 temporadas con los Terriers del Wofford College, en las que promedió 23,3 puntos por partido. En 1980 fue incluido en el Salón de la Fama de su universidad, siendo el único jugador salido de sus aulas en llegar a jugar en la NBA.

### Profesional
Fue elegido en la sexta posición del Draft de la NBA de 1953 por Syracuse Nationals. Allí jugó su primera temporada como profesional jugando como pívot suplente, promediando 4,7 puntos y 3,8 rebotes por partido. Al año siguiente, en la temporada 1954-55 fue traspasado a Baltimore Bullets, pero solo disputó 13 partidos antes de dejar la liga profesional. En el total de su corta carrera promedió 4,4 puntos y 3,8 rebotes por encuentro.

## Estadísticas de su carrera en la NBA

### Temporada regular
| Temporada | Edad | Equipo    | Liga | P  | TIT | MIN  | TC  | TCA | %TC  | TL  | TLA | %TL  | REB | ASIS | FP  | PTS |
| 1953-54   | 23   | Syracuse  | NBA  | 67 |     | 13.4 | 1.7 | 5.5 | .317 | 1.2 | 2.0 | .591 | 3.8 | 0.4  | 2.1 | 4.7 |
| 1954-55   | 24   | Baltimore | NBA  | 13 |     | 14.9 | 0.9 | 4.5 | .203 | 1.1 | 1.6 | .667 | 3.6 | 0.7  | 1.7 | 2.9 |
| Total     |      |           | NBA  | 80 |     | 13.7 | 1.6 | 5.4 | .301 | 1.2 | 1.9 | .601 | 3.8 | 0.4  | 2.0 | 4.4 |

### Playoffs
| Temporada | Edad | Equipo   | Liga | P  | MIN | TCA | TC | TLA | TL | R.OF. | REB | ASIS | FP | PTS | %TC  | %FT  | MIN | PTS | REB | AST |
| 1953-54   | 23   | Syracuse | NBA  | 11 | 100 | 13  | 35 | 5   | 13 |       | 27  | 2    | 14 | 31  | .371 | .385 | 9.1 | 2.8 | 2.5 | 0.2 |
| Total     |      |          | NBA  | 11 | 100 | 13  | 35 | 5   | 13 |       | 27  | 2    | 14 | 31  | .371 | .385 | 9.1 | 2.8 | 2.5 | 0.2 |